# Списък с филмите на „Тъчстоун Пикчърс“
Това е списък с филмите, които са пуснати под етикета „Тъчстоун Пикчърс“ (известен като това от 1986 г., с „Опасни типове“), и филмите, които са пуснати преди под бившето име, „Тъчстоун Филмс“ (1984 – 1986).
Някои от филмите са вписани тук, които са разпространени в Съединените щати, освен ако не са посочени, от разпространяващия блок „Уолт Дисни Студиос“, който сега е известен като „Уолт Дисни Студиос Моушън Пикчърс“, и известен преди Buena Vista Distribution Company/Buena Vista Film Distribution Company (до 1987 г.) и Buena Vista Pictures Distribution (1987 – 2007).
Този списък не включва филми, които са издадени директно на видео.

## 1980-те години
| Заглавие                              | Премиера в САЩ       | Копродукция с                                                                        |
| ------------------------------------- | -------------------- | ------------------------------------------------------------------------------------ |
| Плясък                                | 9 март 1984 г.       |                                                                                      |
| Държавата                             | 28 септември 1984 г. | Far West Productions Pangaea Corporation                                             |
| Бебето: Тайната на изгубената легенда | 22 март 1985 г.      | Silver Screen Partners II                                                            |
| Моят научен проект                    | 9 август 1985 г.     | Silver Screen Partners II                                                            |
| Паника в Бевърли Хилс                 | 31 януари 1986 г.    | Silver Screen Partners II                                                            |
| Off Beat                              | 11 април 1986 г.     | Silver Screen Partners II                                                            |
| Безмилостни хора                      | 27 юни 1986 г.       | Silver Screen Partners II                                                            |
| Опасни типове                         | 3 октомври 1986 г.   | Silver Screen Partners II The Bryna Company                                          |
| Цветът на парите                      | 17 октомври 1986 г.  | Silver Screen Partners II                                                            |
| Щур късмет                            | 30 януари 1987 г.    | Silver Screen Partners II Interscope Communications                                  |
| Тенекиените хора                      | 6 март 1987 г.       | Silver Screen Partners II Bandai Films                                               |
| Ърнест отива на лагер                 | 22 май 1987 г.       | Silver Screen Partners II Emshell Producers                                          |
| Приключенията на бавачката            | 1 юли 1987 г.        | Rose Productions Silver Screen Partners III                                          |
| В засада                              | 5 август 1987 г.     | Silver Screen Partners II                                                            |
| Любовта не се купува                  | 14 август 1987 г.    | Silver Screen Partners III Apollo Pictures The Mount Company                         |
| Здравей отново                        | 6 ноември 1987 г.    | Silver Screen Partners III                                                           |
| Трима мъже и едно бебе                | 25 ноември 1987 г.   | Silver Screen Partners III Interscope Communications                                 |
| Добро утро, Виетнам                   | 25 декември 1987 г.  | Silver Screen Partners III                                                           |
| Стреляй, за да убиеш                  | 12 февруари 1988 г.  | Silver Screen Partners III Century Park Pictures                                     |
| Жив или мъртъв                        | 18 март 1988 г.      | римейк на едноименния филм от 1949 г. Silver Screen Partners III Bigelow Productions |
| Големият бизнес                       | 10 юни 1988 г.       | Silver Screen Partners III                                                           |
| Кой натопи заека Роджър               | 22 юни 1988 г.       | Amblin Entertainment Silver Screen Partners III Walt Disney Feature Animation        |
| Коктейл                               | 29 юни 1988 г.       | Silver Screen Partners III Interscope Communications                                 |
| Спасяването                           | 5 август 1988 г.     | Silver Screen Partners III                                                           |
| Хотелът на разбитите сърца            | 30 септември 1988 г. | Silver Screen Partners III                                                           |
| Добрата майка                         | 4 ноември 1988 г.    | Silver Screen Partners IV                                                            |
| Ърнест спасява Коледа                 | 11 ноември 1988 г.   | Silver Screen Partners III Emshell Producers Group                                   |
| Плажове                               | 21 декември 1988 г.  | Silver Screen Partners IV All Girl Productions                                       |
| Тримата бегълци                       | 27 януари 1989 г.    | Silver Screen Partners IV                                                            |
| Нюйоркски истории                     | 10 март 1989 г.      | Silver Screen Partners IV American Zoetrope                                          |
| Дезорганизирано престъпление          | 14 април 1989 г.     | Silver Screen Partners IV Kouf/Bigelow Productions                                   |
| Обществото на мъртвите поети          | 9 юни 1989 г.        | Silver Screen Partners IV                                                            |
| Търнър и Хуч                          | 28 юли 1989 г.       | Silver Screen Partners IV                                                            |
| Невинен човек                         | 6 октомври 1989 г.   | Silver Screen Partners IV Interscope Communications                                  |
| Gross Anatomy                         | 20 октомври 1989 г.  | Silver Screen Partners IV Sandollar Productions Hill/Roseman                         |
| Блейз                                 | 13 декември 1989 г.  | Silver Screen Partners IV A&M Films                                                  |

## 1990-те години
| Заглавие                               | Премиера в САЩ       | Копродукция с                                                                              |
| -------------------------------------- | -------------------- | ------------------------------------------------------------------------------------------ |
| Стела                                  | 2 февруари 1990 г.   | The Samuel Goldwyn Company                                                                 |
| Where the Heart Is                     | 23 февруари 1990 г.  | Silver Screen Partners IV                                                                  |
| Хубава жена                            | 23 март 1990 г.      | Silver Screen Partners IV                                                                  |
| Ърнест попада в затвора                | 6 април 1990 г.      | Silver Screen Partners IV                                                                  |
| Spaced Invaders                        | 27 април 1990 г.     | Silver Screen Partners IV                                                                  |
| Огнени птици                           | 25 май 1990 г.       | Silver Screen Partners IV                                                                  |
| Дик Трейси                             | 15 юни 1990 г.       | Silver Screen Partners IV                                                                  |
| Сватбата на Бетси                      | 22 юни 1990 г.       | Silver Screen Partners IV                                                                  |
| Пратеник на съдбата                    | 12 октомври 1990 г.  | Silver Screen Partners IV                                                                  |
| Трима мъже и една малка дама           | 21 ноември 1990 г.   | Silver Screen Partners IV                                                                  |
| Зелена карта                           | 23 декември 1990 г.  | Silver Screen Partners IV                                                                  |
| Сцени от големия магазин               | 22 февруари 1991 г.  | Silver Screen Partners IV                                                                  |
| Оскар                                  | 26 април 1991 г.     | Silver Screen Partners IV                                                                  |
| Какво става с Боб?                     | 17 май 1991 г.       | Touchwood Pacific Partners                                                                 |
| Човекът ракета                         | 21 юни 1991 г.       | Уолт Дисни Пикчърс Silver Screen Partners IV The Gordon Company                            |
| Докторът                               | 24 юли 1991 г.       | Silver Screen Partners IV                                                                  |
| Истинска самоличност                   | 3 август 1991 г.     | Silver Screen Partners IV                                                                  |
| Рай                                    | 18 септември 1991 г. | Touchwood Pacific Partners                                                                 |
| Измамени                               | 27 септември 1991 г. | Silver Screen Partners IV                                                                  |
| Ърнест, изплашен глупак                | 11 октомври 1991 г.  | Touchwood Pacific Partners I                                                               |
| Били Батгейт                           | 1 ноември 1991 г.    | Touchwood Pacific Partners I                                                               |
| Бащата на булката                      | 20 декември 1991 г.  | римейк на едноименния филм от 1950 г. Touchwood Pacific Partners Sandollar Productions     |
| Шум зад кулисите                       | 20 март 1992 г.      | Touchwood Pacific Partners Amblin Entertainment                                            |
| Монахини в действие                    | 29 май 1992 г.       | Touchwood Pacific Partners I                                                               |
| Три нинджи                             | 7 август 1992 г.     | Touchwood Pacific Partners I                                                               |
| Пистолетът в чантата на Бети Лу        | 21 август 1992 г.    | Interscope Communications                                                                  |
| Да прекосиш моста                      | 11 септември 1992 г. |                                                                                            |
| Капитан Рон                            | 18 септември 1992 г. | Touchwood Pacific Partners I                                                               |
| Живи                                   | 15 януари 1993 г.    | Paramount Pictures                                                                         |
| The Cemetery Club                      | 3 февруари 1993 г.   | Silver Screen Partners IV                                                                  |
| Циганско лято                          | 23 април 1993 г.     | Outlaw Productions                                                                         |
| Живот с Майки                          | 4 юни 1993 г.        |                                                                                            |
| Тина                                   | 9 юни 1993 г.        |                                                                                            |
| Отново в засада                        | 23 юли 1993 г.       |                                                                                            |
| Гаджето ми се завърна                  | 6 август 1993 г.     |                                                                                            |
| Програмата                             | 24 септември 1993 г. | The Samuel Goldwyn Company                                                                 |
| Кошмарът преди Коледа                  | 29 октомври 1993 г.  | Skellington Productions                                                                    |
| Монахини в действие 2: Отново в играта | 10 декември 1993 г.  |                                                                                            |
| Юнга                                   | 7 януари 1994 г.     | Tim Burton Productions                                                                     |
| Моят баща, героят                      | 4 февруари 1994 г.   |                                                                                            |
| Заложници                              | 9 март 1994 г.       | Don Simpson & Jerry Bruckheimer Films                                                      |
| Мастилницата                           | 22 април 1994 г.     |                                                                                            |
| Когато един мъж обича една жена        | 29 април 1994 г.     |                                                                                            |
| Ренесансов човек                       | 3 юни 1994 г.        | Parkway Productions Cinergi Pictures                                                       |
| Обичам неприятностите                  | 29 юни 1994 г.       | римейк на едноименния филм от 1948 г. Caravan Pictures                                     |
| Това е Пат                             | 25 август 1994 г.    |                                                                                            |
| Обрати на съдбата                      | 2 септември 1994 г.  |                                                                                            |
| Ед Ууд                                 | 30 септември 1994 г. |                                                                                            |
| Опасна комбина                         | 20 януари 1995 г.    |                                                                                            |
| The Jerky Boys: The Movie              | 3 февруари 1995 г.   | Caravan Pictures                                                                           |
| Джеферсън в Париж                      | 31 март 1995 г.      | Merchant Ivory Productions                                                                 |
| Луда любов                             | 26 май 1995 г.       | Touchstone Pictures                                                                        |
| Празник за юли                         | 13 октомври 1995 г.  | Merchant Ivory Productions                                                                 |
| Бащата на булката 2                    | 8 декември 1995 г.   | Римейк на Father's Little Dividend Sandollar Productions The Meyers/Shyer Company          |
| Принцът от кошмара                     | 16 февруари 1996 г.  | Mandeville Films                                                                           |
| Поверително и лично                    | 1 март 1996 г.       | Cinergi Pictures Avnet/Kerner Productions северноамериканско разпространение               |
| Две са твърде много                    | 15 март 1996 г.      | Interscope Communications PolyGram Filmed Entertainment северноамериканско разпространение |
| Малък индианец, голям град             | 22 март 1996 г.      | Canal+ и TF1                                                                               |
| Последен танц                          | 3 май 1996 г.        |                                                                                            |
| Момчета                                | 10 май 1996 г.       | Interscope Communications PolyGram Filmed Entertainment северноамериканско разпространение |
| Феномен                                | 3 юли 1996 г.        |                                                                                            |
| Казам                                  | 17 юли 1996 г.       | Interscope Communications PolyGram Filmed Entertainment северноамериканско разпространение |
| Откуп                                  | 8 ноември 1996 г.    | римейк на филма от 1956 г. Imagine Entertainment                                           |
| Войната вкъщи                          | 20 ноември 1996 г.   |                                                                                            |
| Жената на проповедника                 | 13 декември 1996 г.  | Римейк на The Bishop's Wife The Samuel Goldwyn Company                                     |
| Градска полиция                        | 17 януари 1997 г.    | Caravan Pictures Eddie Murphy Productions Roger Birnbaum Productions                       |
| Шестият човек                          | 28 март 1997 г.      | Mandeville Films                                                                           |
| Роми и Мишел                           | 25 април 1997 г.     |                                                                                            |
| Въздушен конвой                        | 6 юни 1997 г.        | Jerry Bruckheimer Films                                                                    |
| Лице назаем                            | 27 юни 1997 г.       | Paramount Pictures Permut Presentations WCG Entertainment                                  |
| Нищо за губене                         | 18 юли 1997 г.       |                                                                                            |
| Еър Форс Едно                          | 25 юли 1997 г.       | Columbia Pictures Beacon Pictures Radiant                                                  |
| Хиляда акра                            | 26 септември 1997 г. | Beacon Pictures Propaganda Films                                                           |
| В ролята на Бог                        | 17 октомври 1997 г.  | Beacon Pictures                                                                            |
| Звездни рейнджъри                      | 7 ноември 1997 г.    | TriStar Pictures единствено международно разпространение                                   |
| Кундун                                 | 25 декември 1997 г.  | StudioCanal                                                                                |
| The Wonderful Ice Cream Suit           | 23 януари 1998 г.    |                                                                                            |
| Племето на Крипендорф                  | 27 февруари 1998 г.  |                                                                                            |
| Готов за играта                        | 1 май 1998 г.        | 40 Acres and a Mule Filmworks                                                              |
| Повелителят на конете                  | 8 май 1998 г.        |                                                                                            |
| Шест дни, седем нощи                   | 12 юни 1998 г.       | Caravan Pictures                                                                           |
| Армагедон                              | 1 юли 1998 г.        | Jerry Bruckheimer Films Valhalla Motion Pictures                                           |
| Патриотът                              | 10 юли 1998 г.       | Интърлайт Пикчърс                                                                          |
| Мафия!                                 | 24 юли 1998 г.       |                                                                                            |
| Змийски очи                            | 7 август 1998 г.     | Paramount Pictures международно разпространение                                            |
| Божи човек                             | 9 октомври 1998 г.   | Caravan Pictures                                                                           |
| Колежът „Ръшмор“                       | 9 октомври 1998 г.   | American Empirical Pictures                                                                |
| Възлюбена                              | 16 октомври 1998 г.  | Harpo Films Clinica Estetico                                                               |
| Момче за всичко                        | 6 ноември 1998 г.    |                                                                                            |
| Обществен враг                         | 20 ноември 1998 г.   | Paramount Pictures Jerry Bruckheimer Films Scott Free Productions                          |
| Гражданско дело                        | 8 януари 1999 г.     | Paramount Pictures Scott Rudin Productions Wildwood Enterprises, Inc.                      |
| Внезапна любов                         | 26 февруари 1999 г.  | Mandeville Films                                                                           |
| 10 неща, които мразя у теб             | 31 март 1999 г.      |                                                                                            |
| Инстинкт                               | 4 юни 1999 г.        | Spyglass Entertainment                                                                     |
| Лятото на Сам                          | 2 юли 1999 г.        | 40 Acres and a Mule Filmworks                                                              |
| Булката беглец                         | 30 юли 1999 г.       | Paramount Pictures Lakeshore Entertainment Interscope Communications                       |
| 13-ият войн                            | 13 август 1999 г.    |                                                                                            |
| Мъмфорд                                | 24 септември 1999 г. |                                                                                            |
| До краен предел                        | 22 октомври 1999 г.  | Paramount Pictures                                                                         |
| Вътрешен човек                         | 5 ноември 1999 г.    | Spyglass Entertainment Forward Pass                                                        |
| Дюс Бигалоу: Мъжкото жиголо            | 9 декември 1999 г.   | Happy Madison Productions                                                                  |
| Когато буря връхлети                   | 10 декември 1999 г.  |                                                                                            |
| Двестагодишен човек                    | 17 декември 1999 г.  | Columbia Pictures 1492 Pictures единствено разпространение в САЩ и Канада                  |

## 2000-те години
| Заглавие                               | Премиера в САЩ       | Копродукция с                                                                         |
| -------------------------------------- | -------------------- | ------------------------------------------------------------------------------------- |
| Големият бой                           | 14 януари 2000 г.    |                                                                                       |
| Мисия до Марс                          | 10 март 2000 г.      | Spyglass Entertainment                                                                |
| Момичета от класа                      | 31 март 2000 г.      | Working Title Films                                                                   |
| Изкушението                            | 14 април 2000 г.     | Spyglass Entertainment                                                                |
| Шанхайско слънце                       | 26 май 2000 г.       | Spyglass Entertainment                                                                |
| Да изчезнеш за 60 секунди              | 9 юни 2000 г.        | Jerry Bruckheimer Films                                                               |
| Грозна като смъртта                    | 4 август 2000 г.     | Jerry Bruckheimer Films                                                               |
| Бандата                                | 25 август 2000 г.    |                                                                                       |
| Неуязвимият                            | 22 ноември 2000 г.   | Barry Mendel Productions                                                              |
| О, братко, къде си?                    | 25 декември 2000 г.  | Universal Pictures StudioCanal Working Title Films северноамериканско разпространение |
| Двойна печалба                         | 12 януари 2001 г.    |                                                                                       |
| Пърл Харбър                            | 25 май 2001 г.       | Jerry Bruckheimer Films                                                               |
| Диви и красиви                         | 29 юни 2001 г.       |                                                                                       |
| Балонено момче                         | 24 август 2001 г.    |                                                                                       |
| Южният Ню Порт                         | 7 септември 2001 г.  |                                                                                       |
| Корки Романо                           | 12 октомври 2001 г.  |                                                                                       |
| Студ                                   | 21 ноември 2001 г.   | Spyglass Entertainment The Donners' Company                                           |
| Кланът Тененбаум                       | 14 декември 2001 г.  | American Empirical Pictures                                                           |
| Граф Монте Кристо                      | 25 януари 2002 г.    | Spyglass Entertainment                                                                |
| Мъже с токчета                         | 22 март 2002 г.      |                                                                                       |
| Големи неприятности                    | 5 април 2002 г.      | Sonnenfeld/Josephson Worldwide Entertainment                                          |
| Франк Маклъски                         | 26 април 2002 г.     | Robert Simonds Productions                                                            |
| Ultimate X: The Movie                  | 6 май 2002 г.        | ESPN Films                                                                            |
| Гадна компания                         | 7 юни 2002 г.        | Jerry Bruckheimer Films Stillking Productions                                         |
| Царството на огъня                     | 12 юли 2002 г.       | Spyglass Entertainment                                                                |
| Следите                                | 2 август 2002 г.     | Blinding Edge Pictures The Kennedy/Marshall Company                                   |
| Сватбен сезон                          | 27 септември 2002 г. | Original Film                                                                         |
| Лунният път                            | 4 октомври 2002 г.   | Hyde Park Entertainment                                                               |
| Горещо маце                            | 13 декември 2002 г.  | Happy Madison Productions                                                             |
| Бандите на Ню Йорк                     | 20 декември 2002 г.  | Miramax Films                                                                         |
| 25-ият час                             | 10 януари 2003 г.    | 40 Acres and a Mule Filmworks                                                         |
| Фермата                                | 31 януари 2003 г.    | Spyglass Entertainment Epsilon Motion Pictures                                        |
| Шанхайски рицари                       | 7 февруари 2003 г.   | Spyglass Entertainment Epsilon Motion Pictures                                        |
| Нагоре с краката                       | 7 март 2003 г.       | Hyde Park Entertainment                                                               |
| Свободна територия                     | 14 август 2003 г.    | Beacon Communications Tig Productions                                                 |
| Календарни момичета                    | 2 септември 2003 г.  |                                                                                       |
| Извор на надежда                       | 5 септември 2003 г.  |                                                                                       |
| Гърлото на дявола                      | 19 септември 2003 г. | Red Mullet Cold Creek Manor Productions                                               |
| Под небето на Тоскана                  | 26 септември 2003 г. |                                                                                       |
| Вероника Герен                         | 2 октомври 2003 г.   | Jerry Bruckheimer Films                                                               |
| Идалго: Океан от огън                  | 5 март 2004 г.       | Carey Silver Productions                                                              |
| Убийците на старата дама               | 26 март 2004 г.      | Римейк на филма от 1955 г. Tom Jacobson Productions                                   |
| Аламо                                  | 9 април 2004 г.      | Римейк на филма от 1960 г. Imagine Entertainment                                      |
| Прекрасният живот на Хелън             | 28 май 2004 г.       | Beacon Pictures                                                                       |
| Крал Артур                             | 7 юли 2004 г.        | Jerry Bruckheimer Films                                                               |
| Селото                                 | 28 юли 2004 г.       | Scott Rudin Productions                                                               |
| Господин 3000                          | 17 септември 2004 г. | Dimension Films Spyglass Entertainment The Kennedy/Marshall Company                   |
| Последният кадър                       | 24 септември 2004 г. | MBST Entertainment Mandeville Films                                                   |
| Стълба 49                              | 1 октомври 2004 г.   | Beacon Communications                                                                 |
| Морски живот със Стив Зису             | 25 декември 2004 г.  | American Empirical Pictures Scott Rudin Productions                                   |
| Почти любов                            | 22 април 2005 г.     | Beacon Communications                                                                 |
| Пътеводител на галактическия стопаджия | 29 април 2005 г.     | Spyglass Entertainment                                                                |
| Мрачна вода                            | 8 юли 2005 г.        | Vertigo Entertainment                                                                 |
| Летателен план                         | 23 септември 2005 г. | Imagine Entertainment                                                                 |
| Гол!                                   | 29 септември 2005 г. | Milkshake Films Epsilon Motion Pictures                                               |
| Продавачката                           | 21 октомври 2005 г.  | 20th Century Fox Hyde Park Entertainment единствено разпространение в Северна Америка |
| Казанова                               | 25 декември 2005 г.  |                                                                                       |
| Анаполис                               | 27 януари 2006 г.    |                                                                                       |
| Отборен дух                            | 28 април 2006 г.     | Spyglass Entertainment                                                                |
| В ритъма на танца                      | 19 август 2006 г.    | Summit Entertainment                                                                  |
| Спасителен отряд                       | 26 септември 2006 г. | Beacon Communications Flash Film Works                                                |
| Престиж                                | 20 октомври 2006 г.  | Warner Bros. Pictures Newmarket Films Syncopy северноамериканско разпространение      |
| Дежа вю                                | 22 ноември 2006 г.   | Jerry Bruckheimer Films Scott Free Productions                                        |
| Апокалипто                             | 8 декември 2006 г.   | „Айкън Пръдъкшънс“                                                                    |
| Като рокерите                          | 2 март 2007 г.       | Tollin/Robbins Productions                                                            |
| Дан в реалния живот                    | 26 октомври 2007 г.  | Focus Features разпространение в САЩ                                                  |
| В ритъма на танца 2: Улиците           | 14 февруари 2008 г.  | Summit Entertainment                                                                  |
| Решаващ вот                            | 1 август 2008 г.     | Treehouse Films                                                                       |
| Чудо в света Ана                       | 26 септември 2008 г. | 40 Acres and a Mule Filmworks Rai Cinema                                              |
| Тайните на Беки Б.                     | 13 февруари 2009 г.  | Jerry Bruckheimer Films                                                               |
| Предложението                          | 19 юни 2009 г.       | K/O Paper Products Mandeville Films                                                   |
| Двойници                               | 25 септември 2009 г. | Mandeville Films Top Shelf Productions Brownstone Productions                         |

## 2010-те години
| Заглавие                    | Премиера в САЩ       | Копродукция с |
| --------------------------- | -------------------- | --- |
| Когато си в Рим             | 16 януари 2010 г.    | |
| Последната песен            | 31 март 2010 г.      | Offspring Entertainment |
| В ритъма на танца 3         | 6 август 2010 г.     | Summit Entertainment |
| Пак ли ти?                  | 24 септември 2010 г. | Frontier Pictures |
| Бурята                      | 10 декември 2010 г.  | Miramax Films |
| Гномео и Жулиета            | 11 февруари 2011 г.  | Rocket Pictures |
| Аз съм номер четири         | 18 февруари 2011 г.  | DreamWorks Pictures, Reliance Entertainment, Bay Films; разпространение                                                                                              |
| Южнячки                     | 10 август 2011 г.    | DreamWorks Pictures, Participant Media, Image Nation, Reliance Entertainment, 1492 Pictures, Harbinger Pictures; разпространение                                     |
| Нощта на ужасите            | 19 август 2011 г.    | DreamWorks Pictures, Reliance Entertainment, Michael De Luca Production, Gaetz/Rosenzweig Films; разпространение                                                     |
| Жива стомана                | 7 октомври 2011 г.   | DreamWorks Pictures, Reliance Entertainment, ImageMovers, 21 Laps Entertainment; разпространение                                                                     |
| Боен кон                    | 25 декември 2011 г.  | DreamWorks Pictures, Reliance Entertainment, Amblin Entertainment, The Kennedy/Marshall Company; единствено разпространение                                          |
| Хора като нас               | 29 юни 2012 г.       | DreamWorks Pictures, Reliance Entertainment, K/O Paper Products; разпространение                                                                                     |
| Линкълн                     | 16 ноември 2012 г.   | DreamWorks Pictures, Reliance Entertainment, 20th Century Fox, Participant Media, The Kennedy/Marshall Company, Amblin Entertainment; разпространение в САЩ и Канада |
| Петата власт                | 18 октомври 2013 г.  | DreamWorks Pictures, Reliance Entertainment, Participant Media, Anonymous Content; разпространение                                                                   |
| Кой е баща ни?              | 22 ноември 2013 г.   | DreamWorks Pictures, Reliance Entertainment; разпространение |
| Вятърът се надига           | 28 февруари 2014 г.  | Studio Ghibli; северноамериканско разпространение |
| Жажда за скорост            | 14 март 2014 г.      | DreamWorks Pictures, Reliance Entertainment, Electronic Arts, и Bandito Brothers; разпространение                                                                    |
| На един черпак разстояние   | 8 август 2014 г.     | DreamWorks Pictures, Reliance Entertainment, Participant Media, Image Nation, Amblin Entertainment, Harpo Films; разпространение                                     |
| Странна магия               | 23 януари 2015 г.    | Lucasfilm Ltd., Lucasfilm Animation Singapore, Industrial Light & Magic                                                                                              |
| Schuks! Pay Back the Money! | 23 август 2015 г.    | |
| Мостът на шпионите          | 16 октомври 2015 г.  | DreamWorks Pictures, Reliance Entertainment, 20th Century Fox, Participant Media, The Kennedy/Marshall Company, Amblin Entertainment; разпространение в САЩ и Канада |
| Светлина между два океана   | 2 септември 2016 г.  | DreamWorks Pictures, Reliance Entertainment, Participant Media, Heyday Films; единствено разпространение; последният филм на Touchstone                              |